# Vrpolje
Vrpolje je opčina v Chorvatsku v Brodsko-posávské župě. V roce 2011 zde žilo 3521 obyvatel. 

## Poloha
Vrpolje leží při železniční trati Bělehrad-Záhřeb.

## Části opčiny
V roce 2001 žilo v opčině 4 023 obyvatel. Opčina se skládá ze tří vesnic:
- Vrpolje – 2 110 obyvatel
- Čajkovci – 735 obyvatel
- Stari Perkovci – 1 178 obyvatel